# KamAZ-5350
KamAZ-5350 est un camion militaire russe produit par KamAZ depuis 2003. Il est le successeur du KamAZ-43118 (de) et est remplacé par le KamAZ-53501 (de).

## Galerie d'images

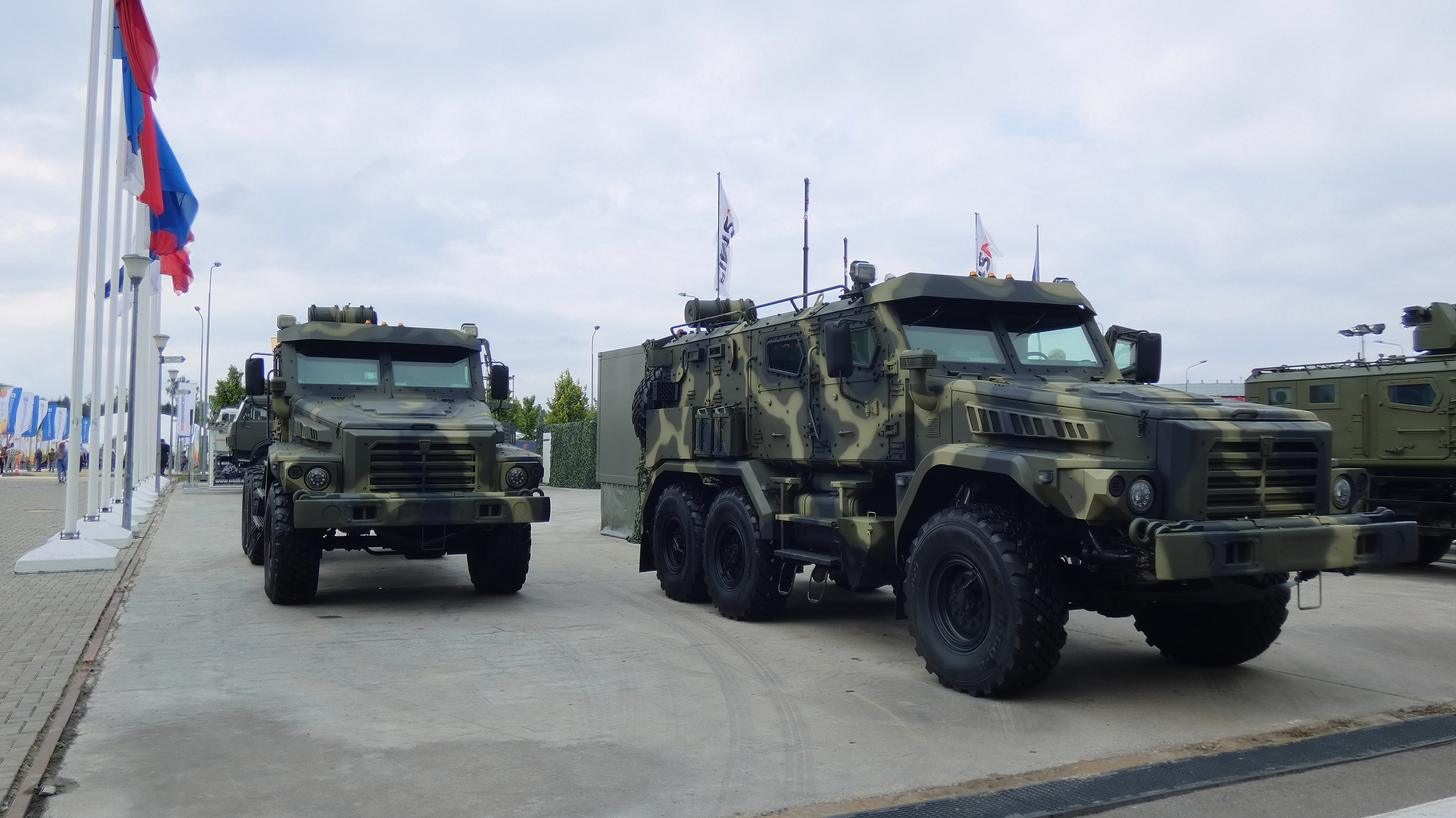
Véhicule blindé en version "patrouille" à la base de KamAZ-5350 à l'exposition "Armée-2021 (ru)"
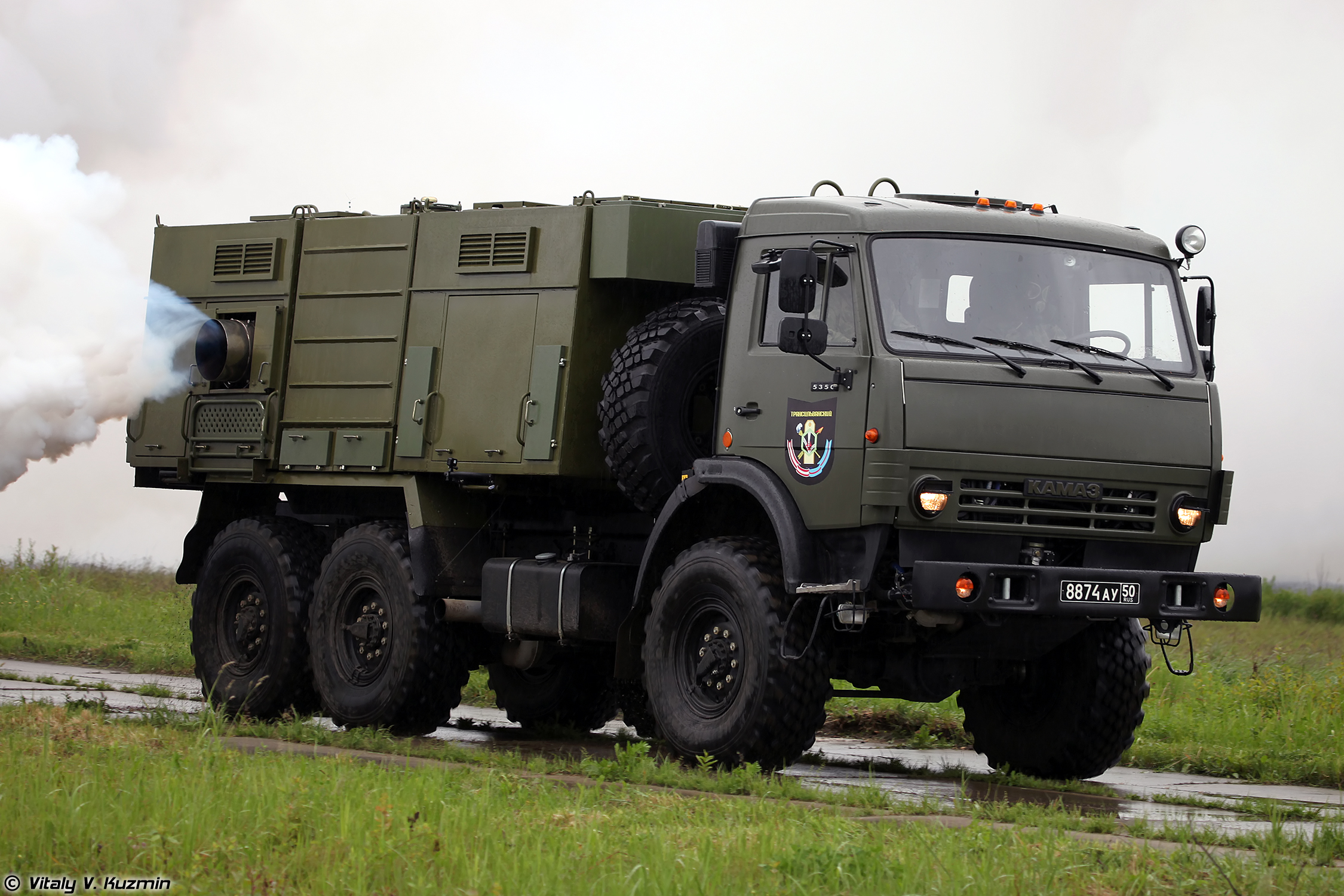
Véhicule générateur de fumée russe TDA-3 sur châssis KamAZ-5350